# Hôpital nord
L'hôpital Nord de Marseille qui fait partie de l'Assistance publique - Hôpitaux de Marseille est l'un des principaux hôpitaux de la ville. Il est situé dans le quartier de Notre-Dame-Limite, dans le 15e arrondissement.

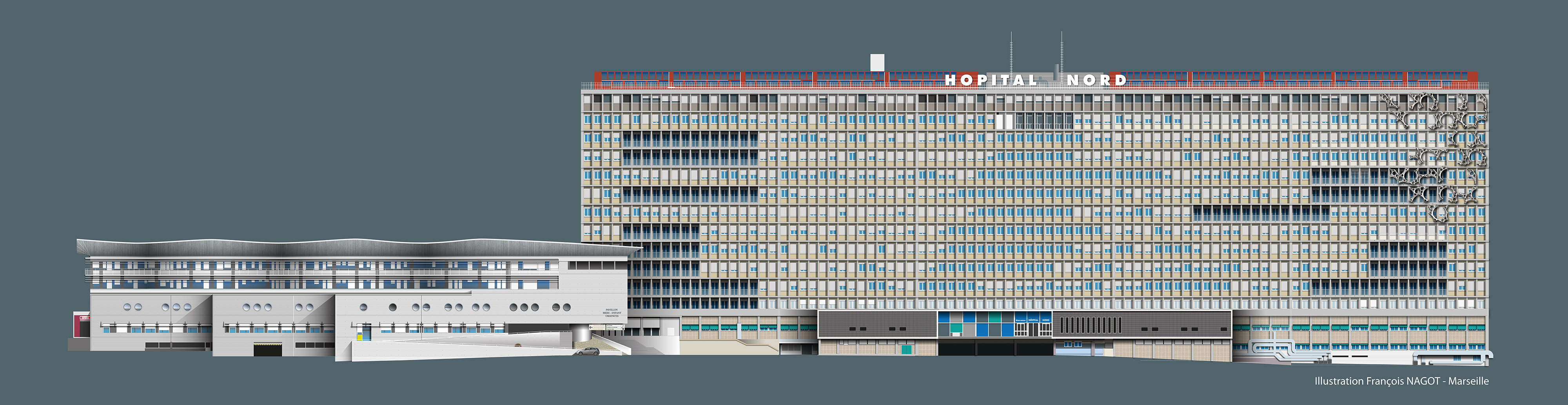
Illustration des façades principales de l'Hôpital Nord de Marseille

L'hôpital construit par René Egger est inauguré en 1964.
Il est classé 35e au classement des hôpitaux du journal " Le Point ", en 2021.

## Services médicaux
En tant que centre universitaire, l'hôpital nord de Marseille est qualifié dans plusieurs domaines médicaux : 
- services collectifs : Service d'urgence, anesthésie réanimation, centre de prélèvements sanguins, Radiologie et imagerie médicale, pharmacie ;
- services spécifiques : Anatomie et Cytologie Pathologiques, chirurgie maxillo-faciale, stomatologie et chirurgie orale, cardiologie, chirurgie orthopédique et traumatologie, chirurgie thoracique, chirurgie urologique, chirurgie vasculaire, chirurgie viscérale et digestive (adulte et enfant), Clinique des bronches, de l'allergie et du sommeil, dermatologie et vénéréologie, endocrinologie, médecine gériatrique, sur site et en équipe mobile, Médecine infantile et néonatale[2].

L'hôpital nord est également centre de coordination hospitalière de prélèvement d’organes et de Tissus.
La capacité de l'hôpital est de 694 lits : 373 en médecine, 250 en chirurgie et 71 en obstétrique.
Les services d'imagerie médicale dispose d'un matériel de pointe : 3 scanners, 2 irm, 2 caméras à scintillon, 5 radiologie numérisée, et 1 radiologie vasculaire.

## Accès

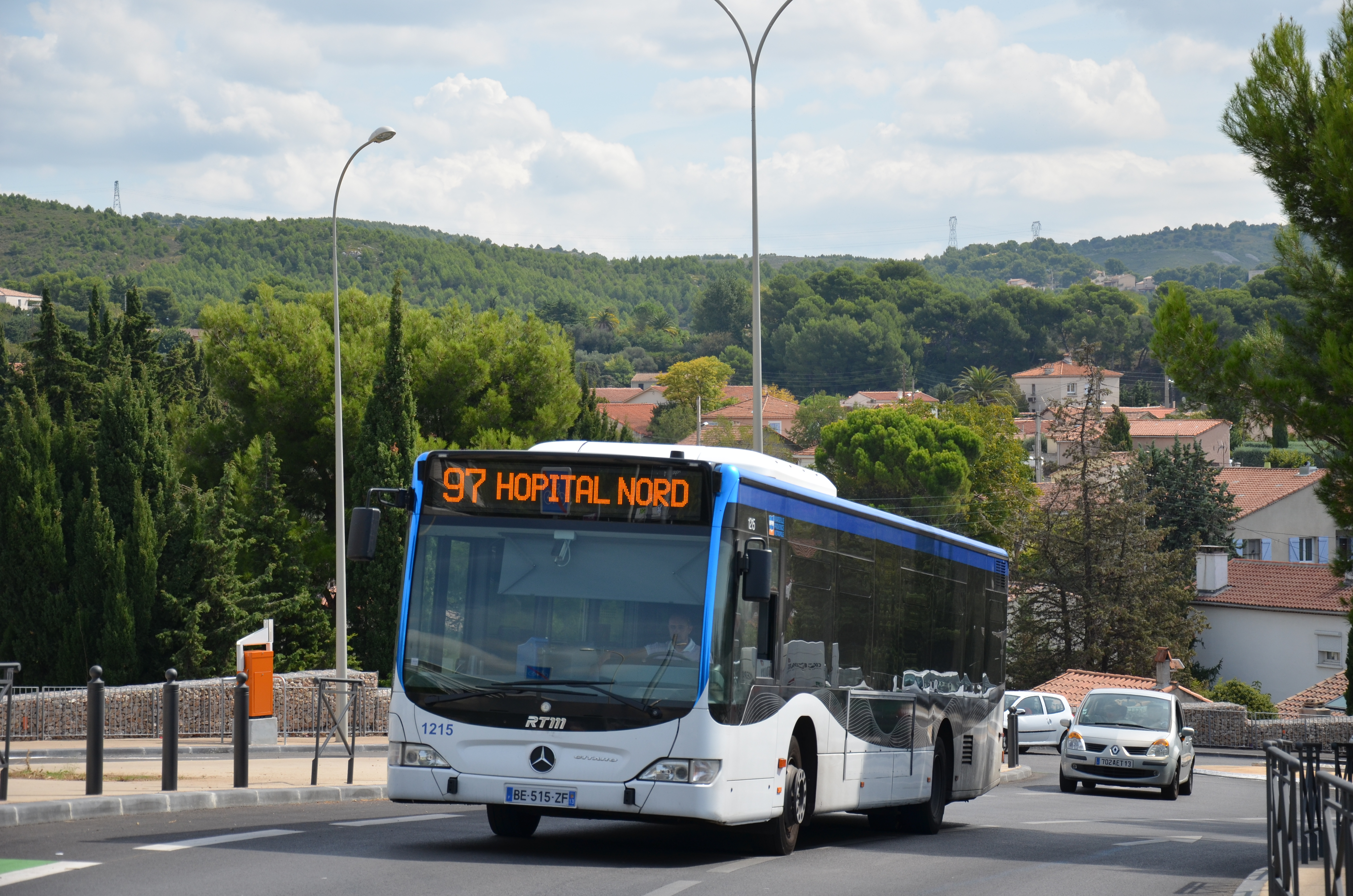
La ligne 97 dessert l'Hôpital Nord.

L'hôpital est desservi par les lignes de bus       de la RTM et d’autocar 51 du réseau lecar. Un accès est également possible par le TER à la gare de Saint-Antoine, puis par les bus    en direction de Vallon des Tuves et d’Hôpital Nord respectivement.

## Dans la culture
L'hôpital Nord apparaît dans le documentaire Madame Hofmann de Sébastien Lifshitz. On y suit le quotidien de Sylvie Hofmann, infirmière-cadre au service oncologie, pendant la crise sanitaire du Covid-19.

## En savoir plus